# (1334) Lundmarka
(1334) Lundmarka est un astéroïde de la ceinture principale découvert le 16 juillet 1934 par l'astronome allemand Karl Wilhelm Reinmuth. Le lieu de découverte est Heidelberg (024). Sa désignation provisoire était 1934 OB.
Il a été nommé en l'honneur de l'astronome suédois Knut Lundmark.

## Sources